# Tomáš Plný
Tomáš Plný ist ein ehemaliger tschechischer Skispringer.
Plný sprang am 7. Februar 1999 sein einziges Springen im Skisprung-Weltcup und gewann dabei von der Großschanze in Harrachov mit dem 17. Platz insgesamt 14 Weltcup-Punkte. Damit beendete er die Weltcup-Saison 1998/99 am Ende punktgleich mit dem Japaner Hitoshi Sakurai auf dem 71. Platz in der Gesamtwertung. In der Sprungwertung belegte er den 68. Platz. Weitere internationale Springen bestritt Plný im Anschluss daran jedoch nicht.